# Cedric Ball
Cedric Glenn Ball (nacido el 16 de abril de 1968 en Worcester, Massachusetts) es un exjugador de baloncesto estadounidense que disputó siete partidos en la NBA, jugando el resto de su carrera en la CBA. Con 2,03 metros de estatura, lo hacía en la posición de alero.

## Trayectoria deportiva

### Universidad
Jugó durante tres temporadas  con los 49ers de la Universidad de Carolina del Norte en Charlotte, en las que promedió 10,2 puntos y 7,4 rebotes por partido.

### Profesional
Aunque no fue seleccionado por ninguna franquicia en el Draft de la NBA de 1990, aun así consiguió firmar un contrato con Los Angeles Clippers como agente libre, con los que disputó siete partidos, en los que promedió 1,1 puntos y 1,6 rebotes.
El resto de su carrera transcurrió en diversos equipos de la CBA, así como en competiciones de diversas partes del mundo: Venezuela, Japón, Francia y Argentina entre ellas. En su paso por ese último país protagonizó un episodio controversial al serle detectada una sustancia ilegal en su cuerpo luego de un control antidopaje.

## Estadísticas de su carrera en la NBA

### Temporada regular
| Temporada | Edad | Equipo               | Liga | Pos. | P | TIT | MIN | TC  | TCA | %TC  | 3P  | 3PA | %3P | TL  | TLA | %TL   | R.OF. | R.DEF. | REB | ASIS | ROB | TAP | PER | FP  | PTS |
| 1990-91   | 22   | Los Angeles Clippers | NBA  | PF   | 7 | 0   | 3.7 | 0.4 | 1.1 | .375 | 0.0 | 0.0 |     | 0.3 | 0.3 | 1.000 | 0.7   | 0.9    | 1.6 | 0.0  | 0.0 | 0.3 | 0.3 | 0.7 | 1.1 |
| Total     |      |                      | NBA  |      | 7 | 0   | 3.7 | 0.4 | 1.1 | .375 | 0.0 | 0.0 |     | 0.3 | 0.3 | 1.000 | 0.7   | 0.9    | 1.6 | 0.0  | 0.0 | 0.3 | 0.3 | 0.7 | 1.1 |